# 庫克山 (烏克蘭喀爾巴阡山脈)
48°29′19″N 23°24′25″E / 48.48861°N 23.40694°E

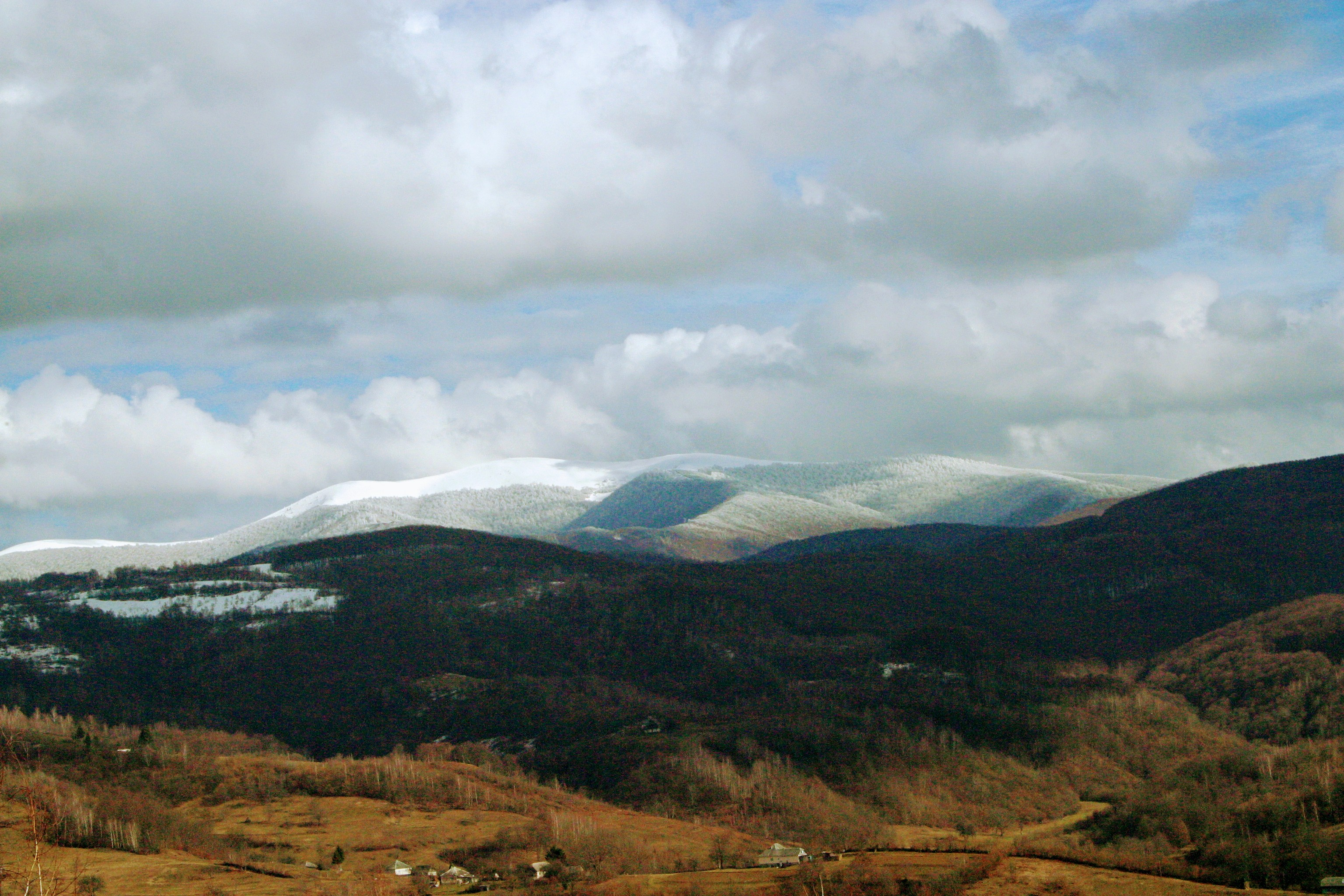

庫克山是烏克蘭的山峰，位於該國西部外喀爾巴阡州，屬於烏克蘭喀爾巴阡山脈中波洛尼納博爾扎瓦山的一部分，海拔高度1,361米。